# 監獄寵物夥伴計劃
監獄寵物夥伴計劃（英語：Prison Pet Partnership Program）是美國華盛頓州一個讓犯人改過自身的計劃。這計劃於1981年由修女Pauline Quinn創辦，參加計劃的犯人需要訓練流浪狗，讓狗隻懂得幫助殘疾人士料理日常生活。
這計劃是美國最成功的囚犯重生計劃，囚犯從中學得一門手藝，並學懂關心和與人相處；殘疾人士得到狗隻的照顧；流浪狗有了職業，不用被人道毀滅；可見這是一個三赢方案。

## 歷史
這計劃由華盛頓州立大學、塔科馬學院及華盛頓州懲教所的導師和自願者協辦，以幫助華盛頓州婦女懲教中心的女囚犯在監獄內學會訓練及照料狗隻。
1986年，監獄寵物夥伴計劃躋身福特基金會和哈佛大學肯尼迪商學院籌辦的「國家和本地政府創新獎」十大。
1991年，這計劃獨立成非牟利團體。

## 財政
這計劃得到懲教所資助，亦有來自基金會的支持，也有動物福利組織和個人的捐贈。另外計劃為社區提供的服務也得到資金補貼。

## 成效
囚犯從本計劃學到寵物業的相關技能，有助他們出獄後求職。他們可考取美國寄養狗場協會的寵物保健技師一級及二級證書，亦可考取美國世界寵物供應商協會的伴侶動物保健專家證書。自原文寫成為止，百分百的囚犯獲釋後均找到工作，過去三年的再犯率為百分之零。另一方面，囚犯亦學會了辦公室文職技能。
狗隻在獄中和導師及所有囚犯共處，即使沒參予計劃的囚犯也能間接受益。

## 修女Pauline Quinn[2][3]
Quinn出生於破碎家庭，受到身心暴力對待而離家出走，流落洛杉磯街頭，更因而被警察性侵犯；這些經歷讓她在人前說話時而要躲在人背後或隔著窗廉。後來得到教會幫忙，找了一份訓練狗隻的工作，逐漸讓她心靈得到治療，後來她更成為了修女。她希望更多有需要的人得到同樣的幫助，於是成立了監獄寵物夥伴計劃來幫助囚犯。Quinn參予計劃一年後離開，從事其他各類慈善事業，而計劃繼續由其他組織營運。

## 電影[4]
電影《Within these Walls》根據修女Quinn成立監獄寵物夥伴計劃的真人真事改編而成。
主演：艾倫·鮑絲汀, Laura Dern